# Ostuni bianco
L'Ostuni bianco è un vino DOC la cui produzione è consentita nella provincia di Brindisi.
Si ottiene con vitigni Impigno al 50-85%, Francavilla al 10-50% e fino al 10% di Bianco di Alessano e Verdeca.

## Caratteristiche organolettiche
- colore: bianco paglierino.
- odore: vinoso, di profumo delicato.
- sapore: asciutto, armonico, netto di gusto.

## Storia
L'impigno fu importato nella zona di Martina Franca verso l'inizio del Novecento da un agricoltore ostunese soprannominato appunto "Impigno". Il vitigno Francavilla è discretamente diffuso in molti comuni della zona a produzione di vini bianchi della provincia di Brindisi.

## Produzione
Provincia, stagione, volume in ettolitri
- Brindisi  (1990/91)  901,68
- Brindisi  (1991/92)  288,29
- Brindisi  (1992/93)  393,53
- Brindisi  (1993/94)  342,72
- Brindisi  (1994/95)  140,98
- Brindisi  (1995/96)  44,73
- Brindisi  (1996/97)  83,58